# Геополимерное инъектирование
Геополимерное инъектирование (англ. Geopolymer injection) грунтов и оснований — процесс закачки специального геополимерного раствора при помощи инъектора в толщу грунта, под основание фундамента или бетонных плит с целью увеличения несущей способности оснований и восстановления их первоначальных проектных характеристик и внешнего вида. Данный вид инъектирования применяется в восстановительных и реставрационных работах для усиления основания и подъёма фундамента. Одной из основных особенностей метода является, то, что для проведения работ не требуется применение крупногабаритной строительной техники и экскавационных работ, которые присущи традиционным методам по восстановлению несущих способностей фундаментов. Закачка полимера через инъектор производится под давлением.

## Геополимеры
Геополимеры (англ.) — новые композитные материалы с полимерной структурой, которые обладают очень высокой прочностью. Так как сырьем для их производства, в основном, служат минералы геологического происхождения, они и получили название — геополимеры. Впервые этот термин ввел в обиход французский химик Жозеф Давидовиц, который в 1978 году впервые создал монолитный строительный материал, образующийся при взаимодействии в щелочной среде компонентов, содержащих алюминаты и силикаты, а также создал некоммерческую научную организацию Институт Геополимеров (Institut Géopolymère). Геополимеры химически инертны по отношению ко многим растворителям и агрессивным средам, а также устойчивы к высоким температурам. В связи с отличными физико-химическими свойствами геополимеры нашли широкое применение в медицине, промышленности и, конечно же, в строительстве.

## Разработки Uretek
В 1975 году, ещё до появления самого термина «геополимер», группа финских ученых, объединённых компанией Uretek, начала работу над специальной формулой высокопрочных полимеров. Из многочисленных образцов был выбран один с маркировкой 486 — его технические характеристики, по мнению авторов, в будущем должны были стать основой для технологии подъёма и укрепления бетонных конструкций. В 1979 году было разработано оборудование, которое позволяло подавать геополимерную смолу в точной пропорции и контролировать инъектирование в грунт. Первые патенты были получены уже в этом году. В 2004 году началось внедрение новых геополимерных технологий — в течение пяти лет были разработаны решения для заполнения пустот, а также расширяющиеся геополимерные колонны для повышения несущей способности грунтов.

## Основа методики геополимерного инъектирования
В основе метода лежит использование геополимерного материала, свойства которого помогают усилить несущую способность грунта, посредством связывания его разнородных элементов между собой. При этом воздействие на объект является минимальным — для выполнения работ не нужно разбирать массивные конструкции, приостанавливать жизнедеятельность объекта и использовать крупногабаритное строительное оборудование. Сам процесс геополимерного инъектирования достаточно прост, экономичен и отличается высокой мобильностью. Перед началом проведения работ определяется состояние грунтов динамическим зондированием. Затем в полу или грунте рядом с восстанавливаемым зданием пробуривают несколько отверстий, диаметром около 12 мм, в которые вводят инъекционные пакеры. Через них в грунт под давлением подается геополимерный материал, заполняющий пустоты в основании. Попадая в грунт, материал расширяется, заполняя сначала участки с малой плотностью, и быстро затвердевает. Когда достигается необходимая плотность грунта, создается вертикально действующее давление, которое и позволяет поднимать просевшие конструкции.

## Технологии геополимерного инъектирования
Геополимерное инъектирование грунтов позволяет за несколько дней стабилизировать любые основания, укрепить грунты под основаниями зданий и в отдельных случаях поднять само строение на проектный уровень. Выполнение работ занимает значительно меньше времени, чем традиционные методы усиления грунтов и не зависит от погодных явлений, температуры и может выполняться одинаково эффективно практически на всех типах грунтов. При этом геополимерный материал не оказывает негативного влияния на окружающую среду, имеет хорошие гидроизоляционные свойства и защищает грунты от деструктивного воздействия влаги.
В зависимости от задач, состояния грунтов и конструкции зданий и сооружений используют разные методы инъектирования и геополимерные материалы. К примеру, если нужно приподнять просевший угол дома, закрыть трещины в стенах, выровнять фундамент здания, то в таком случае наиболее эффективным методом является глубокопочвенное инъектирование (Deep Injection).
Если же нужно стабилизировать основание, выровнять плиты пола или взлетно-посадочных полос, то используется метод стабилизации оснований Slab Lifting. По сравнению с традиционными технологиями усиления конструкций данный метод намного более экономичен и требует минимальных затрат времени.
Для поддержки конструкций просевшего фундамента и усиления грунтов с недостаточной плотностью выбирают технологию с использованием геополимерных колонн PowerPile. Сами колонны представляют собой кевларовые мешки, которые надевают на инъекционные пакеры и вводят в грунт, заполняя геополимерным материалом на глубину до шести метров. Смола заполняет ёмкость, расширяется и быстро затвердевает — 90 % прочности набирается всего за 15 минут.

## Области применения геополимеров
Геополимерное инъектирование применяют для ремонта и восстановления частных домов, общественных сооружений, крупных логистических и складских комплексов, различных промышленных объектов, автомобильных дорог и мостов, гидротехнических сооружений (портов, причалов, набережных, креплений каналов), железных дорог и переездов, взлетно-посадочных полос аэропортов, исторических объектов и памятников архитектуры.
В данной таблице представлены ориентировочные сроки проведения восстановительных работ с основаниями и фундаментами при использовании традиционных методов и методов геополимерного инъектирования.
| Вид работ                                                                         | Традиционные методы | Геополимерное инъектирование |
| --------------------------------------------------------------------------------- | ------------------- | ---------------------------- |
| Подъём просевших полов и фундаментов в частном доме                               | 4-6 недель          | 1-2 дня                      |
| Уплотнение грунта и подъём плит в складских помещениях и логистических комплексах | 4-8 недель          | 1-3 дня                      |
| Подъём и стабилизация плит на взлетно-посадочной полосе                           | 8 недель            | 8 часов                      |
| Подъём плит складских площадок грузовых терминалов                                | 6 недель            | 2 дня                        |
| Подъём опор фонарей линий электропередач                                          | 1 месяц             | 1 день                       |
| Восстановление и подъём просевших опор мостовых конструкций                       | 2 месяца            | 3 дня                        |
| Подъём просевших полов и фундаментов в частном доме                               | 4-6 недель          | 1-2 дня                      |

## Физико-химические свойства геополимеров
Длительная оценка высокоплотных материалов Uretek показала, что расчетный срок службы материалов составляет, как минимум 33 года. Текущие испытания подтверждают, что фактический расчетный ресурс материала намного превышает этот период. Например, согласно результату тестирования материалов в Ганноверском университете, срок службы труб из композитного материала с твердой смолой E-165 Caradate 30, протестированных в соответствии с отчетом, при постоянно максимально допустимой температуре +133 °С составляет 30 лет.
Как уже было отмечено выше геополимеры химически инертны в отношении большинства химических веществ органического и неорганического происхождения. При испытаниях сопротивление полимера воздействию химических веществ оценивалось как функция потери объёма при длительном контакте. Оценка результатов производилась по таким категориям: отличное сопротивление (потеря объёма до 3 %); хорошее сопротивление (потеря объёма от 3 до 6 %); удовлетворительное сопротивление (потеря объёма от 6 до 15 %), низкое сопротивление (от 15 до 25 %); не рекомендуется (разрушает материал при контакте).

## Результаты испытаний геополимеров
| Наименование химического вещества    | Химическое сопротивление материала |
| ------------------------------------ | ---------------------------------- |
| Ацетон                               | Низкое                             |
| Бензол                               | Отличное                           |
| Насыщенный солевой раствор           | Хорошее                            |
| Четырёххлористый углерод             | Отличное                           |
| Этиловый спирт                       | Хорошее                            |
| Керосин                              | Хорошее                            |
| Льняное масло                        | Хорошее                            |
| Метиловый спирт                      | Хорошее                            |
| Метиленхлорид                        | Удовлетворительное                 |
| Метилэтилкетон                       | Низкое                             |
| Моторное масло                       | Отличное                           |
| Перхлорэтилен                        | Отличное                           |
| Бензин обычный                       | Хорошее                            |
| Толуол                               | Отличное                           |
| Скипидар                             | Отличное                           |
| Вода                                 | Отличное                           |
| Едкий аммиак (10 %)                  | Хорошее                            |
| Соляная кислота (10 %)               | Хорошее                            |
| Азотная кислота (концентрированная)  | Не рекомендуется                   |
| Гидроксид натрия (концентрированный) | Отличное                           |
| Гидроксид натрия (10 %)              | Отличное                           |
| Серная кислота (концентрированная)   | Не рекомендуется                   |
| Серная кислота (10 %)                | Хорошее                            |